# Sam Mulligan
Sam Mulligan (Vancouver, 20 febbraio 1997) è un ex sciatore alpino canadese.

## Biografia
Sciatore polivalente attivo dal dicembre del 2013, Sam Mulligan ha esordito in Nor-Am Cup il 10 dicembre 2014 a Lake Louise in discesa libera (45º) e in Coppa del Mondo il 19 gennaio 2017 a Kitzbühel nella medesima specialità (56º); in Nor-Am Cup ha colto la prima vittoria, nonché primo podio, il 23 marzo 2017 a Sugarloaf in combinata e l'ultima vittoria l'11 febbraio 2020 a Whiteface Mountain in supergigante. Ha conquistato il miglior risultato in Coppa del Mondo il 1º marzo 2020 a Hinterstoder in combinata (28º) e l'ultimo podio in Nor-Am Cup il 10 febbraio 2022 a Whiteface Mountain in supergigante (3º); ha preso per l'ultima volta il via in Coppa del Mondo il 4 dicembre 2022 a Beaver Creek in supergigante (44º) e si è ritirato al termine della stagione 2023-2024: la sua ultima gara in carriera è stata uno slalom speciale FIS disputato l'11 aprile a Panorama. Non ha preso parte a rassegne olimpiche o iridate.

## Palmarès

### Mondiali juniores
- 1 medaglia:
  - 1 argento (discesa libera a Davos 2018)

### Coppa del Mondo
- Miglior piazzamento in classifica generale: 158º nel 2020

### Nor-Am Cup
- Miglior piazzamento in classifica generale: 3º nel 2018 e nel 2022
- 13 podi:
  - 5 vittorie
  - 6 secondi posti
  - 2 terzi posti

#### Nor-Am Cup - vittorie
| Data             | Località           | Paese       | Specialità |
| ---------------- | ------------------ | ----------- | ---------- |
| 23 marzo 2017    | Sugarloaf          | Stati Uniti | KB         |
| 8 dicembre 2017  | Lake Louise        | Canada      | SG         |
| 3 marzo 2018     | Copper Mountain    | Stati Uniti | KB         |
| 11 dicembre 2018 | Panorama           | Canada      | SG         |
| 11 febbraio 2020 | Whiteface Mountain | Stati Uniti | SG         |

Legenda:

SG = supergigante

KB = combinata

### Campionati canadesi
- 4 medaglie:
  - 1 argento (supergigante nel 2015)
  - 3 bronzi (slalom speciale nel 2017; supergigante, slalom gigante nel 2023)